# マイク・ケリー (現代美術家)
マイク・ケリー（Michael "Mike" Kelley、1954年10月27日 - 2012年1月31日）は、アメリカ合衆国の現代美術家。その表現手段は絵画、インスタレーション、コラージュ、オブジェクト、ビデオ・アート、パフォーマンスなど多岐にわたる。ポール・マッカーシー、トニー・アウスラー、ジョン・ミラーらとのコラボレーションでも知られる。

## 略歴
- 1954年、デトロイトにてカトリックの労働者階級の家庭に生まれる。
- 少年時代、同地を本拠とするイギー＆ストゥージズなどのパンク・ロックに強い影響を受け、自らもノイズ・バンド「デストロイ・オール・モンスターズ」の一員として活動する。
- 1976年、ミシガン大学を卒業。
- 1978年にロサンゼルスに移り、カリフォルニア芸術大学においてジョン・バルデッサリ、ローリー・アンダーソンらの薫陶を受け、現代美術の創作活動を開始する。その表現手段は彫刻や絵画、パフォーマンスなど様々であった。
- 1980年代からは後に彼の代名詞ともなる、使い古しのぬいぐるみや布製のおもちゃを利用した作品を手がけるようになる。
- 1987年、代表的な作品『More Love Hours Than Can Ever Be Repaid』を制作。
- 1988年、代表的な作品『Pay for Your Pleasure』を制作。また、交流のあったロック・バンドソニック・ユースの1992年のアルバム『ダーティ』のジャケットは、彼の作品を全面的にフィーチャーしたものとなっている。
- 1996年に東京にて初の個展が開催。
- 2003年、ジョン・サイモン・グッゲンハイム記念財団奨学金賞を受賞。
- 2006年、ヴォルフガング・ハーン賞などを受賞し、現代美術家としての地位を確立していく。
- 2008年、横浜トリエンナーレに出展。
- 2012年1月31日、ロサンゼルス近郊の自宅で死亡しているのを発見された[1][2]。57歳没。死因は自殺と見られている。

## 作品
ケリーの作品は、絵画、インスタレーション、コラージュ、オブジェクト、ビデオ・アート、パフォーマンスなど多岐にわたり、同じくアーティストのPaul McCarthy、Tony Ourslerや、John Millerと共同制作をしていた。カリフォルニア芸術大学在学中は詩的テーマでドローイング、ペインティング、彫刻、パフォーマンス、ビデオなど、さまざまなメディアを使った作品を制作。1980年代にはかぎ針編みの毛布、布人形など使った代表的な作品を制作した。代表作品は"返済できないほどの愛の時間"（1987年）、"Day Is Done"（2005年）など。